# Pelomys minor
Pelomys minor es una especie de roedor de la familia Muridae.

## Distribución geográfica
Se encuentra en Angola, República Democrática del Congo, Tanzania y Zambia.

## Hábitat
Su hábitat natural son: las sabanas húmedas. 